# Interkulturelle Kommunikation
Interkulturelle Kommunikation befasst sich mit der Interaktion von Menschen oder Gruppen in interkulturellen Situationen. Interkulturelle Kommunikation bezeichnet eine Kommunikation, die unter kulturellen Überschneidungsbedingungen stattfindet. Dieses betrifft sowohl die Kommunikation zwischen einzelnen Personen als auch zwischen Gruppen.
Der Begriff Interkulturelle Kommunikation ist nach wie vor nicht abschließend definiert. In einer engen (und tendenziell veralteten) Vorstellung ist Interkulturelle Kommunikation die rein sprachliche Interaktion von Personen aus unterschiedlichen Kulturen. Dem Anthropologen (und Namensgeber des Faches) Edward T. Hall zufolge findet über 90 Prozent der menschlichen Kommunikation aber nicht über die Sprache, sondern über nonverbale Botschaften statt. Mittlerweile befasst sich die Interkulturelle Kommunikation bei Weitem nicht mehr nur mit Aspekten der Sprache, sondern mit der kompletten Bandbreite des kulturellen Einflusses auf das Handeln und Denken in interkulturellen Kontexten. Damit berücksichtigt sie nicht nur sprach- und kommunikationswissenschaftliche Aspekte, sondern auch Fragestellungen der Kultur-, Wirtschafts-, Sozial- und Verhaltenswissenschaften.

## Kultur und Sprache im Rahmen der Interkulturellen Kommunikation

### Kultur als Orientierungssystem
Grundlegend für die interkulturelle Kommunikation ist die Kultur der Interaktionspartner. Der interkulturelle Psychologe Alexander Thomas definiert Kultur als Orientierungssystem, das für eine Gesellschaft oder eine Gruppe typisch ist. Dieses System beeinflusst die Wahrnehmung und das Denken der Mitglieder und schafft somit eigenständige Vorstellungen zur Bewältigung der Umwelt. Damit gibt sie auch Handlungsmuster und Interpretationsansätze für Verhalten während einer Kommunikation an. Ihm zufolge können sich Menschen aus einem gemeinsamen Kulturkreis üblicherweise problemlos verständigen und teilen gegebenenfalls sogar die „Sicht der Welt“ und ein „kulturspezifisches Hintergrundwissen“. Die Akteure greifen dabei automatisch auf einen gemeinsamen kulturellen Wissens- und Assoziationsvorrat zurück, das so genannte kollektive Gedächtnis.
Laut Alfred Schütz und Thomas Luckmann sorgt die „eigene Kultur“ dafür, dass das alltägliche Handeln vertraut, relevant, plausibel und vorhersehbar ist. Dadurch werden Routinehandlungen ermöglicht. In der interkulturellen Kommunikation kann dieses nicht mehr vorausgesetzt werden. Interkulturelle Kommunikation ist damit die Interaktion, in der „die Beteiligten nicht mehr ausschließlich auf ihre eigenen Kodes, Konventionen, Einstellungen und Verhaltensformen zurückgreifen, sondern in denen andere Kodes, Konventionen, Einstellungen und Alltagsverhaltensweisen erfahren werden.“

### Sprache, Mehrsprachigkeit und nonverbale Kommunikation
Jürgen Bolten verweist darauf, dass Kommunikation im intrakulturellen Kontext (also innerhalb einer Kultur) deshalb funktioniert, weil die Sprache konventionalisiert ist, es also unabgesprochene Vereinbarungen gibt, was Wörter, Zeichen, Gesten usw. bedeuten. Beim Aufeinandertreffen verschiedener Kulturen kann diese Selbstverständlichkeit nicht mehr als gegeben gelten. Insbesondere in der interkulturellen Kommunikation spielen nonverbale, paraverbale und extraverbale (situationsbezogene) Botschaften und wie sie möglicherweise irrtümlich interpretiert werden eine wichtige Rolle, vor allem, weil sich para- und nonverbales Verhalten weniger kontrollieren und trainieren lässt als verbales Verhalten.
Interkulturelle Kommunikation geht häufig mit Mehrsprachigkeit einher. Die (Fremd-)Sprachkompetenz der Sprechenden ist entscheidend für den Erfolg der interkulturellen Kommunikation. Seit dem 20. Jahrhundert hat sich immer mehr das Englische als Lingua franca in interkulturellen Situationen durchgesetzt. Alternativen sind das Verwenden einer der beteiligten Sprachen oder die Hinzuziehung von Übersetzern und Dolmetschern. Unterschiedliche Sprachkompetenz in interkulturellen Kommunikationssituationen führt mitunter zu Machtasymmetrien und Einschränkungen der Teilhabemöglichkeiten für diejenigen mit schwächerer Sprachkompetenz.

## Entstehung und Entwicklung der Interkulturellen Kommunikation als Disziplin

### Grundlagen (Edward T. Hall), 1950er/1960er Jahre
Das Fach Interkulturelle Kommunikation wurde in den 1950ern vom Ethnologen Edward T. Hall begründet. Dieser entwickelte für US-Diplomaten die ersten Interkulturellen Trainings. Sein Werk Silent Language (1959) gilt als erstes Standardwerk der Interkulturellen Kommunikation, wenn auch der Begriff als solcher nur einmal verwendet wird und statt von „intercultural“ von „cross-cultural“ gesprochen wird. Hall vertritt die damals vorherrschende Vorstellung, dass Personen von ihrer Kultur unbewusst gesteuert werden und bei gleicher Kulturzugehörigkeit hinsichtlich ihres Wahrnehmens, Denkens und Handelns mehr oder weniger gleich funktionieren. Zu den wichtigsten kulturellen Unterscheidungskriterien zählen nach Hall der Umgang mit („intimem, persönlichem, sozialem und öffentlichem“) Raum, mit (linearer, „monochroner“ oder zirkulärer, „polychroner“) Zeit, sowie dem präferierten (stark oder schwach „kontext“-gebundenen, „high- vs. low-context“) Kommunikationsstil:

#### High- und Low-Context-Kommunikation
Für Hall war die Klassifizierung von High-Context-Kulturen (kontextgebundene Kulturen) und Low-Context-Kulturen (kontextungebundene Kulturen) zentral. In High-context-Kulturen spielt der Kommunikationskontext eine größere Rolle. Folglich werden Informationen häufig über Andeutungen („zwischen den Zeilen“) vermittelt. Mit dem Gesprächsinhalt zusammenhängende Hintergründe werden implizit als bekannt vorausgesetzt und auch die Beziehung zwischen den Interaktanten spielt eine größere Rolle. In Low-context-Kulturen wird laut Hall hingegen direkter, expliziter und präziser kommuniziert und dabei weniger Rücksicht auf Kontexte und Beziehungen genommen.
Diese Theorie wird mittlerweile als essentialistisch kritisiert. Dennoch kann sie zum Beispiel hinsichtlich moderner massenkommunikativer Interaktionsprozesse Anwendung finden, etwa im Rahmen kulturell vergleichender internationaler Marketing- und Werbeforschung oder technischer bzw. computer-vermittelter Kommunikation.

### Kulturdimensionen und Kulturstandards, 1970er/1980er Jahre

#### Kulturdimensionen
In den 1960er Jahren erweiterte sich der Fokus der Interkulturellen Kommunikation auf Aspekte von Immigration, Akkulturation von Einwanderern und das Zusammenleben in Einwanderungsgesellschaften, allerdings vor allem in den USA und Kanada. Erst später etablierte sich die Disziplin in Europa. Der Niederländer Geert Hofstede gilt als der erste wichtige Vertreter Interkultureller Kommunikation in Europa. Seine in den 1970ern vorgebrachte Vorstellung von interkultureller Kommunikation knüpft an die essentialistische Sichtweise Halls von vorgegebenen Kulturdimensionen an (Machtdistanz, Kollektivismus/Individualismus, Maskulinität/Femininität, Unsicherheitsvermeidung, Langfristorientierung). Hofstede weist Kulturen (bzw. Nationen) Parameter verschiedener Kulturdimensionen zu. In interkulturellen Kontaktsituationen komme – so Hofstede – die „mentale Programmierung“ des Einzelnen, also die Charakterisierung durch Nationszugehörigkeit, zum Tragen.

#### Kulturstandards
Eine ebenfalls kohärente, essentialistische Vorstellung von Kultur als Orientierungssystem in der interkulturellen Kommunikation wurde von Alexander Thomas in den 1980er Jahren proklamiert. Ihm zufolge teilen die Angehörigen einer Kultur ein gemeinsames kaum voneinander abweichendes Symbol- und Zeichensystem, mit dem Gedanken und Gefühle verständlich gemacht werden. Dieses nennt Thomas Kulturstandards, welche immer erst aus Sicht einer anderen Kultur wahrgenommen werden. Die deutschen Kulturstandards sind aus Sicht eines Franzosen also andere als aus Sicht eines Italieners. Die von Eckensberger als „Tiefenstrukturen“ von Kulturen bezeichneten Orientierungssysteme betreffen z. B. soziale Rollen, Konventionen, Gesetze, Moral, Religion, Mode, Logik und Wissenschaft. In interkulturellen Interaktionssituationen weichen die beteiligten Kulturstandards dermaßen voneinander ab, dass es zu Fehlinterpretationen und Konflikten kommt.
Diese essentialistischen Vorstellungen dominierten auch bis zur Jahrtausendwende die Gestaltung interkultureller Trainings und des interkulturellen Managements. Ihre Attraktivität und gleichzeitig Limitation liegen vor allem darin, dass sie die Komplexität von Interkulturalität reduzieren. Auf eine Schwäche des Denken, Handeln und Konventionen umfassenden „totalitätsorientierten“ Kulturbegriff weist zudem Ewald Reuter hin. Dieser werde paradoxerweise vom Interkulturalismus in Form der These von der mentalen Vorprogrammierung verfochten, führe jedoch in die Aporien des Determinismus: „Determiniert die Kultur das Individuum, wird es zum Automaten und ist unfähig kreativ zu handeln, weshalb sich interkulturelle Schulungen erübrigen. Spricht man dem Individuum jedoch Lernfähigkeit, Wahlfreiheit und Kreativität zu, verliert die Kultur ihre einseitig dominierende Rolle, weshalb man nicht mehr so leicht die Kulturunterschiede findet, die man in interkulturellen Schulungen vermitteln will.“

### Moderne Entwicklungen im Kontext der Globalisierung seit den 1990er Jahren
Interkulturelle Kommunikation hat seit den 1990er Jahren eine wachsende Bedeutung. Durch weltwirtschaftliche Verflechtungen (Globalisierung), globale Arbeitsteilung und Mobilität, zunehmende Reisefreiheit und Massentourismus sowie internationale Kommunikation durch beispielsweise das Internet kommt es zu immer mehr Kontakten zwischen Personen unterschiedlicher Kulturen. Die Bedingungen dieser neuen Lebensrealität werden mitunter als „vuca“ (volatil, uncertain, complex, ambiguous) bezeichnet. Mit der Globalisierung ist die interkulturelle Kommunikation neuen, dynamischen Entwicklungen unterworfen. Gleichzeitig formierte sich zunehmende Kritik an essentialistischen Modellen der interkulturellen Kommunikation, wie der Kulturdimensions- und Kulturstandardtheorie. Die deterministische Vorstellung von Kultur als prägender Ursache für vorhersehbare Konflikte bei der interkulturellen Kommunikation wurde schon zu Beginn der Globalisierung infrage gestellt. Damit verbunden ist ein Perspektivwechsel, der nationalkulturelle Vorstellungen dekonstruiert und Kultur als offenes, kohäsiv verbundenes oder hybrides Netzwerk begreift. Diese Vorstellung von Kultur dominiert seitdem auch die Interkulturelle Kommunikation. Es werden bei der Interkulturellen Kommunikation nicht mehr die Kulturen einander kontrastiv gegenübergestellt, sondern Dynamiken wie Transkulturalität, Multikollektivität oder Fuzziness beobachtet. Aufgrund der Digitalisierung berücksichtigt die Interkulturelle Kommunikation zunehmend auch die digitale und virtuelle Kommunikation.

#### Transkulturalität
Um der veränderten Struktur von Kulturen gerecht zu werden, schlug Wolfgang Welsch 1992 eine Revision des Kulturbegriffs vor und entwickelte das Konzept der „Transkulturalität“, das die traditionelle Definition von Kultur ersetzen soll. Welsch zeigt, dass Kulturen heute nicht mehr nach innen homogen und auch nicht mehr nach außen klar separiert und abgegrenzt sind. Vielmehr durchdringen sie sich gegenseitig und sind durch Mischungen charakterisiert. „Transkulturalität“ stellt sich Kulturen nicht mehr als Kugeln vor, sondern als Geflechte. Dies entspreche eher den heute vorzufindenden Realitäten, denn zeitgenössische Kulturen seien einerseits nach außen stark miteinander verbunden und verflochten, während intern zunehmende Hybridisierung stattfinde.

#### Multikollektivität
In der interkulturellen Praxis und dem interkulturellen Training wird inzwischen berücksichtigt, dass nicht nur in der Gesellschaft als Ganzes eine Vielfalt an Kulturen vorliegt, sondern dass auch der Einzelne mehrere Kulturen in sich vereint: Es wird von einer Multikollektivität in jedem Menschen ausgegangen. Angesichts der vielfältigen Unterschiede, die innerhalb moderner Gesellschaften bestehen, wurde das Konzept der Superdiversität eingeführt.

#### Fuzziness
Jürgen Bolten stellt heraus, dass Kulturen „je mehr man an sie heranzoomt und sich auf ihre Details konzentriert weder als homogen noch als scharf voneinander abgrenzbar, sondern als unscharf bzw. ‚fuzzy‘ zu bewerten sind.“ Mit der Durchlässigkeit lebensweltlicher Grenzen schwindet die Möglichkeit, Personen fest zu umreißen oder ihnen eindeutige Kulturen zuzuschreiben.

### Interkulturelle Kommunikation im Rahmen von Multikulturalität
Interkulturelle Kommunikation als Forschungs- und Anwendungsfeld ist internationalen wirtschaftlichen und politischen Kontexten entsprungen, so z. B. durch Diplomatenaustausch, Wirtschaftsbeziehungen (Auslandsentsendungen) oder Entwicklungszusammenarbeit. Zunehmend wird interkulturelle Kommunikation aber auch als Bestandteil der Kommunikation innerhalb einer multikulturellen Einwanderungsgesellschaft fokussiert. Unter anderem wird der Prozess der kulturellen Annäherung (Akkulturation) fokussiert, dabei geht es um die Annäherung und Adaption von fremdkulturellen Verhaltensweisen und der Bewahrung (oder Veränderung) der eigenkulturellen Umgangsformen. Mögliche Realisierungen sind vor allem die Integration, Assimilation, Segregation und Dekulturation. Häufig geht es bei der Akkulturation um Teilhabefragen in Institutionen wie Bildung, Verwaltung oder Gesundheit. Mit steigender Heterogenität der Gesellschaft und Erweiterung des Kulturbegriffs auf lebensweltliche Dimensionen wird interkulturelle Kommunikation auch im Diversity Management und zwar nicht nur von transnationalen Unternehmen verortet.

## Hindernisse für die interkulturelle Kommunikation

### Interkulturelle Missverständnisse
Die Kulturgebundenheit der eigenen Wahrnehmung bzw. diejenige des fremdkulturellen Interaktionspartners sind den Akteuren nicht immer bewusst. Wenn die Interaktionspartner unterschiedliche Annahmen, Werte und Verhaltensweisen haben, kann es zu einer „Störung der Normalität“ und damit zu irrtümlichen Bedeutungszuschreibungen (Attributionen) und Fehlinterpretationen kommen. Missverständnisse treten im Übrigen auch bei interkultureller Kommunikation zwischen zwei scheinbar ähnlichen Kulturen auf, da dort ein gemeinsamer Hintergrund wie selbstverständlich angenommen wird und mögliche Störungen erst spät wahrgenommen werden, wenn sie möglicherweise nicht mehr beseitigt werden können.

### Fremdwahrnehmungprozesse, Vorurteile, Stereotypen
Die Wahrnehmung des Fremden in der interkulturellen Begegnung liegt zwischen Faszination und Feindbild und bildet einen zentralen Bestandteil interkultureller Kommunikation. Im Rahmen von interkultureller Kommunikation kann es dann zu Vorurteilen kommen, wenn die Teilnehmer ihr eigenes kulturelles Interpretationssystem unreflektiert anwenden, das heißt ohne sich dessen bewusst zu sein. Durch den fundamentalen Attributionsfehler können solche Interpretationssysteme zu Stereotypenbildung führen. Solche sind nicht unbedingt negativ konnotiert, können aber zu Problemen bei der Kommunikation führen und schließlich zu Vorurteilen werden. Diese fördern die Diskriminierung von Personen und Gruppen.

### Ethnozentrismus
Verbunden mit der Überzeugung, dass das Eigene die Normalität darstellt, ist die Vorstellung, dass das Fremde eine (häufig minderwertige) Normalitätsabweichung sei. Dieser Zusammenhang wurde schon 1906 von William Graham Sumner geäußert: „Ethnozentrismus ist der Fachausdruck für jene Sicht der Dinge, in welcher die eigene Gruppe der Mittelpunkt von Allem ist und alle anderen mit Bezug darauf bemessen und bewertet werden.“ Ethnozentrismus steht häufig in Verbindung mit der Fokussierung auf und Aufwertung der Eigengruppe gegenüber der Fremdgruppe und dem Othering.

## Produktiver Umgang mit interkultureller Kommunikation

### Interkulturelle Kompetenz
Um interkulturelle Kommunikation bewerkstelligen und die daraus möglicherweise resultierenden Missverständnisse, Vorurteile und den Ethnozentrismen überwinden zu können, ist das Interkulturelle Lernen der Lösungsweg. Interkulturelles Lernen zielt darauf ab, angemessen und effektiv in interkulturellen Kommunikationssituationen handeln zu können. Angemessenheit bedeutet hier ein Verhalten zu zeigen, welches den Erfordernissen der interkulturellen Situation und dem Interaktionspartner gerecht wird; Effektivität bedeutet, den eigenen Bedürfnissen gerecht zu werden und durch die interkulturelle Kommunikation ein Ziel erfolgreich zu erreichen. Heruntergebrochen funktioniert dieses über den Erwerb, die Verfeinerung und Anwendung von Interkultureller Kompetenz.
Laut Jürgen Bolten ist es für den Erfolg von interkultureller Kommunikation entscheidend, gemeinsam (kollaborativ) ein Ziel zu erreichen, ohne dass ein Interaktionspartner die Akzeptanzgrenzen des anderen überschreitet. Insbesondere auf die Kommunikation bezogen sind Rollendistanz, Empathie und Metakommunikationsfähigkeit wichtige Bestandteile interkultureller Kompetenz.

### Interkulturelle Konfliktlösung
Eine Möglichkeit, interkulturelle Konflikte mithilfe professioneller Unterstützung zu lösen, liegt in der interkulturellen Mediation. Diese ist ein Beratungsverfahren, das darauf abzielt, unter Berücksichtigung des interkulturellen Kontexts beiderseitig akzeptable Verabredungen zu finden. Dabei kann es um zwischenmenschliche Konflikte ebenso gehen wie um Intergruppenkonflikte, z. B. über Landnutzung oder die Aufarbeitung von Bürgerkriegsverbrechen.

## Akademische Organisation in Deutschland
Studiengänge mit einem Schwerpunkt Interkulturelle Kommunikation werden in Deutschland an mehreren Universitäten und Hochschulen angeboten. Zudem verzeichnet das Portal „Kleine Fächer“ derzeit (Stand 2024) neunzehn Standorte mit Professuren im Fachgebiet.
Daneben gibt es rund 40 Studiengänge in Deutschland (Stand 2018), die zwar nicht Interkulturelle Kommunikation lauten, jedoch zu dieser Fachrichtung gehören. Der Hochschulverband Interkulturelle Studien (IKS) zählt über 100 Mitglieder von rund 40 Hochschulen in Deutschland, Österreich und der Schweiz (Stand 2018). Die Gesellschaft für Angewandte Linguistik gilt insbesondere mit ihrer Sektion Interkulturelle Kommunikation ebenfalls als zentrale akademische Fachgesellschaft.
| Hochschule                            | Name des Studienganges                                       | Abschluss   | Regelstudienzeit (Semester) |        |
| ------------------------------------- | ------------------------------------------------------------ | ----------- | --------------------------- | ------ |
| TU Chemnitz                           | Interkulturelle Kommunikation / Interkulturelle Kompetenz    | B.A. / M.A. | 6 / 4                       | [ 62 ] |
| Hochschule Fulda                      | Intercultural Communication and European Studies             | M.A.        | 4                           | [ 63 ] |
| Universität Hildesheim                | Sprachwissenschaft und Interkulturelle Kommunikation         |             |                             | [ 64 ] |
| Friedrich-Schiller-Universität Jena   | Interkulturelle Wirtschaftskommunikation                     |             |                             | [ 64 ] |
| Universität zu Köln                   | Interkulturelle Kommunikation und Bildung                    | M.A.        | 4                           | [ 65 ] |
| TH Köln                               | Internationales Management und Interkulturelle Kommunikation |             |                             | [ 64 ] |
| LMU München                           | Interkulturelle Kommunikation                                | M.A.        | 4                           | [ 66 ] |
| Hochschule München                    | Interkulturelle Kommunikation und Kooperation                | M.A.        | 5                           | [ 67 ] |
| Internationale Hochschule SDI München | Interkulturelle Kommunikation                                | M.A.        |                             | [ 64 ] |
| Universität des Saarlandes            | Interkulturelle Kommunikation                                | M.A.        | 4                           | [ 68 ] |
| Johannes-Gutenberg-Universität Mainz  | Interkulturelle Kommunikation                                |             |                             | [ 64 ] |
| Universität Passau                    | Kulturwirtschaft/International Cultural and Business Studies |             |                             | [ 64 ] |
| Universität Potsdam                   | Interkulturelle Wirtschaftskommunikation                     | M.A.        | 4                           | [ 69 ] |
| OTH Regensburg                        | Interkulturalitätsmanagement                                 | M.A.        |                             | [ 64 ] |